# Idemili Nord
Idemili Nord est une zone de gouvernement local de l'État d'Anambra au Nigeria.
Parmi les principales villes de ce LGA figure la ville d'Abatete.

## Source
- (en) Cet article est partiellement ou en totalité issu de l’article de Wikipédia en anglais intitulé « Idemili North » (voir la liste des auteurs).